# Olga Parfinenko
Olga Parfinenko (en russe : Ольга Парфиненко) née le 26 août 1986 est une cycliste et triathlète russe double championne d'Europe de triathlon d'hiver en 2015 et 2016.

## Palmarès en triathlon
Le tableau suivant présente les résultats les plus significatifs (podiums) obtenus sur le circuit national et international de triathlon depuis 2014.
| Année | Compétition                                               | Pays     | Position          | Temps           |
| ----- | --------------------------------------------------------- | -------- | ----------------- | --------------- |
| 2016  | Championnat d'Europe de triathlon d'hiver                 | Estonie  | Médaille d'or     | 1 h 23 min 21 s |
| 2016  | Championnat du monde de triathlon d'hiver                 | Autriche | Médaille d'argent | 1 h 29 min 32 s |
| 2016  | Championnat du monde de triathlon d'hiver en relais mixte | Autriche | Médaille d'or     | 1 h 9 min 6 s   |
| 2015  | Championnat d'Europe de triathlon d'hiver                 | Espagne  | Médaille d'or     | 1 h 4 min 10 s  |
| 2015  | Coupe du monde de triathlon d'hiver : épreuve de Quebec   | Canada   | Médaille d'or     | 1 h 25 min 9 s  |
| 2015  | Championnat de Russie de triathlon d'hiver                | Russie   | Médaille d'or     | 1 h 24 min 27 s |
| 2014  | Championnat du monde de triathlon d'hiver                 | Italie   | Médaille d'argent | 1 h 16 min 18 s |
| 2014  | Championnat d'Europe de triathlon d'hiver                 | Italie   | Médaille d'argent | 1 h 16 min 18 s |
| 2014  | Championnat du monde de triathlon d'hiver en relais mixte | Italie   | Médaille d'or     | 1 h 17 min 26 s |